# Forskningsstationen Jean Corbel

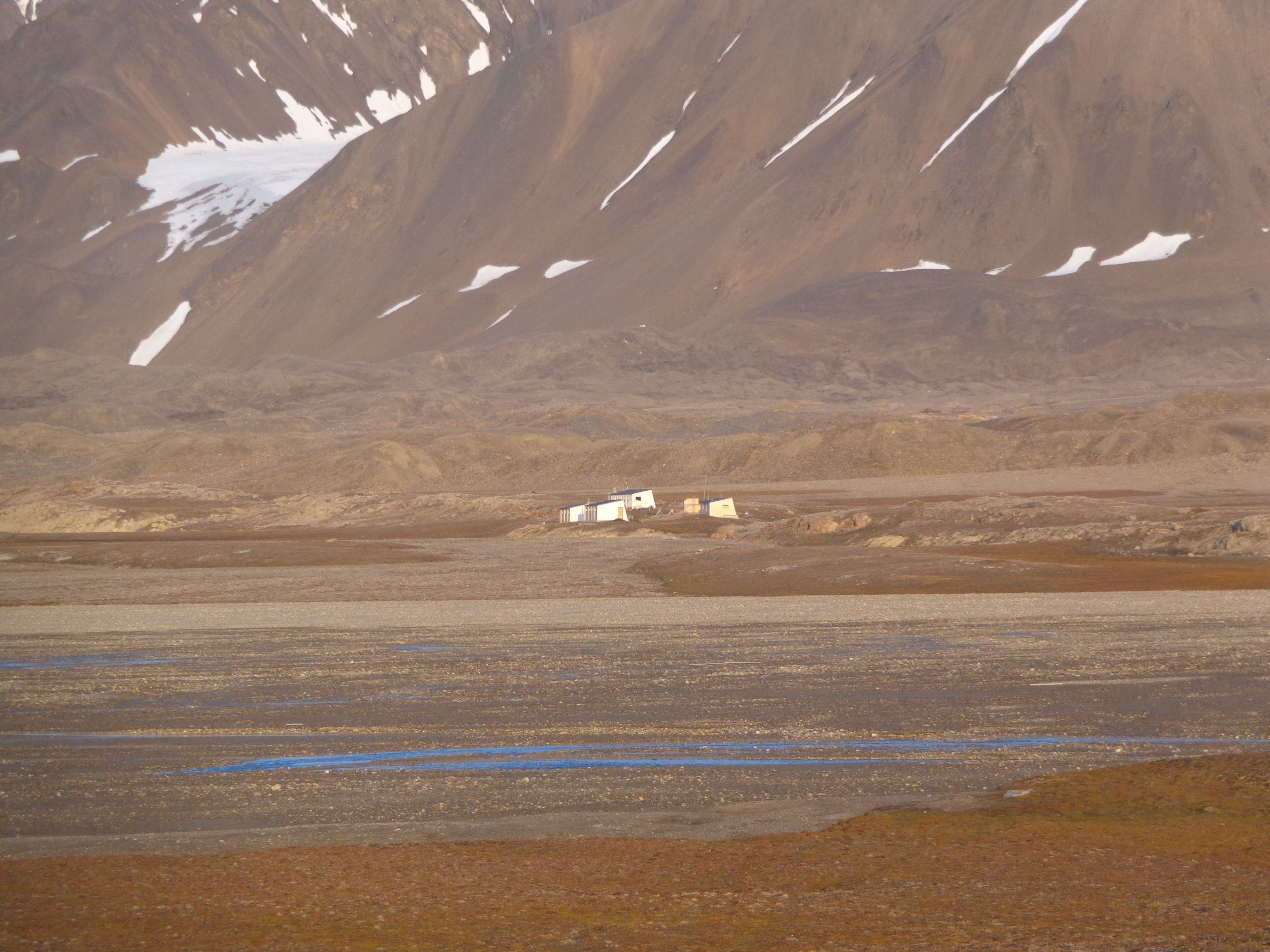
Forskningsstationen Jean Corbel 2012

Forskningsstationen Jean Corbel är en fransk polarforskningsstation i närheten av Ny-Ålesund i Svalbard.
Forskningsstationen har sitt namn efter den franske geografen och grottforskaren Jean Corbel (1920–1970). Den grundades av Institut polaire français Paul-Émile Victor och ligger idag under den tysk-franska forskningsstationen AWIPEV i Ny-Ålesund. Denna drivs gemensamt av Das Alfred-Wegener-Institut, Helmholtz-Zentrum für Polar- und Meeresforschung i Bremerhaven i Tyskland och Institut polaire français Paul-Émile Victor i Plouzané i Bretagne i Frankrike. Den ligger omkring fem kilometer sydost om Ny-Ålesund på Brøggerhalvön, på södra sidan av Kongsfjorden och på tolv meters höjd över havet.
År 1956 uppfördes enkla hyddor av plåt och tältduk. Stationen har sedan 2012 en yta på 150 kvadratmeter. Den har ett kök och kan härbärgera åtta personer. Den har solgenererad elektricitet, varmvatten och en trådlås uppkoppling till internet..
Fältstationens avstånd från mänskliga bosättningar gör den ägnad för atmosfäriska mätningar av fysikaliska och kemiska förhållanden. 

## Bildgalleri

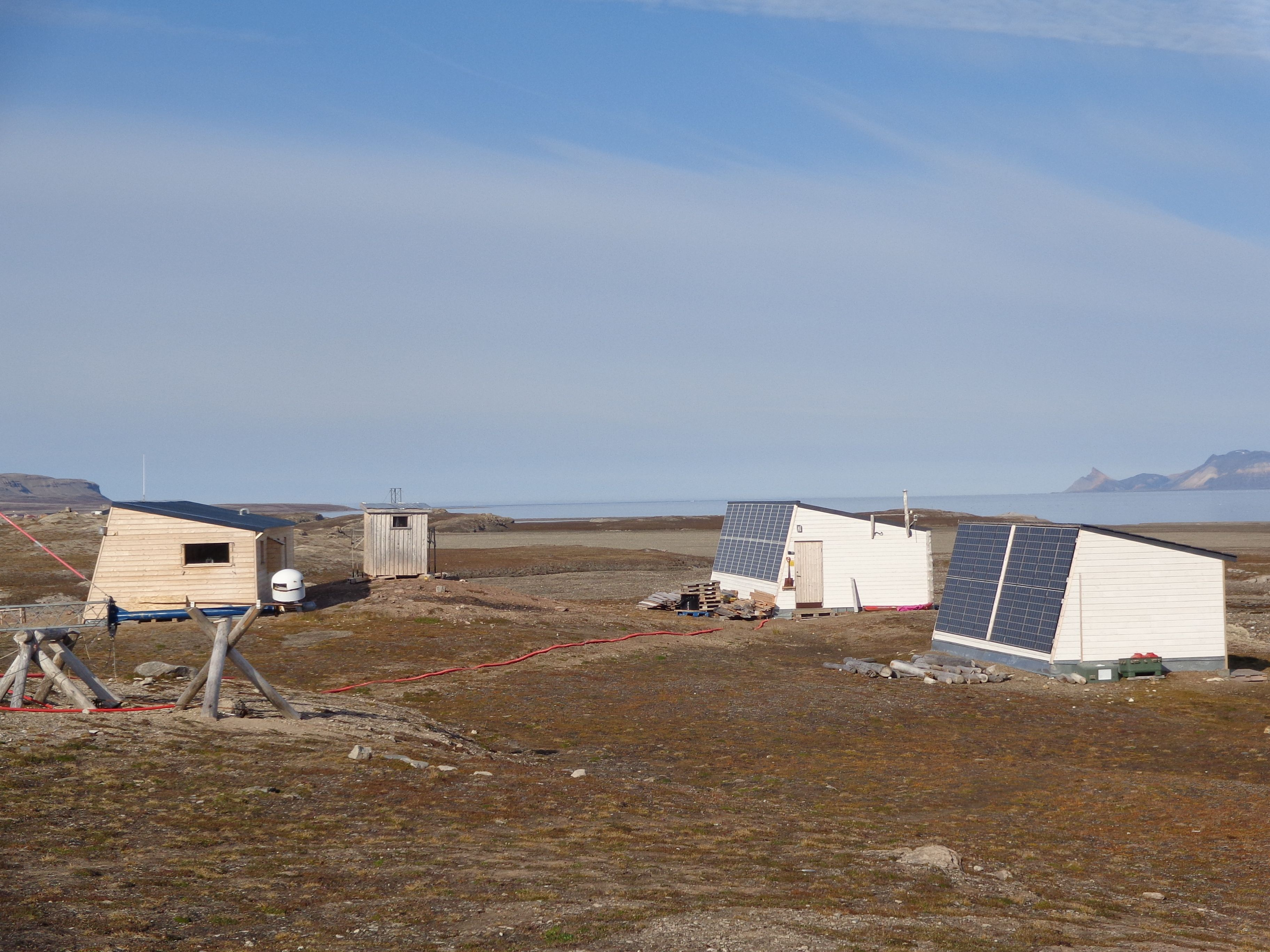
Forskningsstationen Jean Corbel 2012
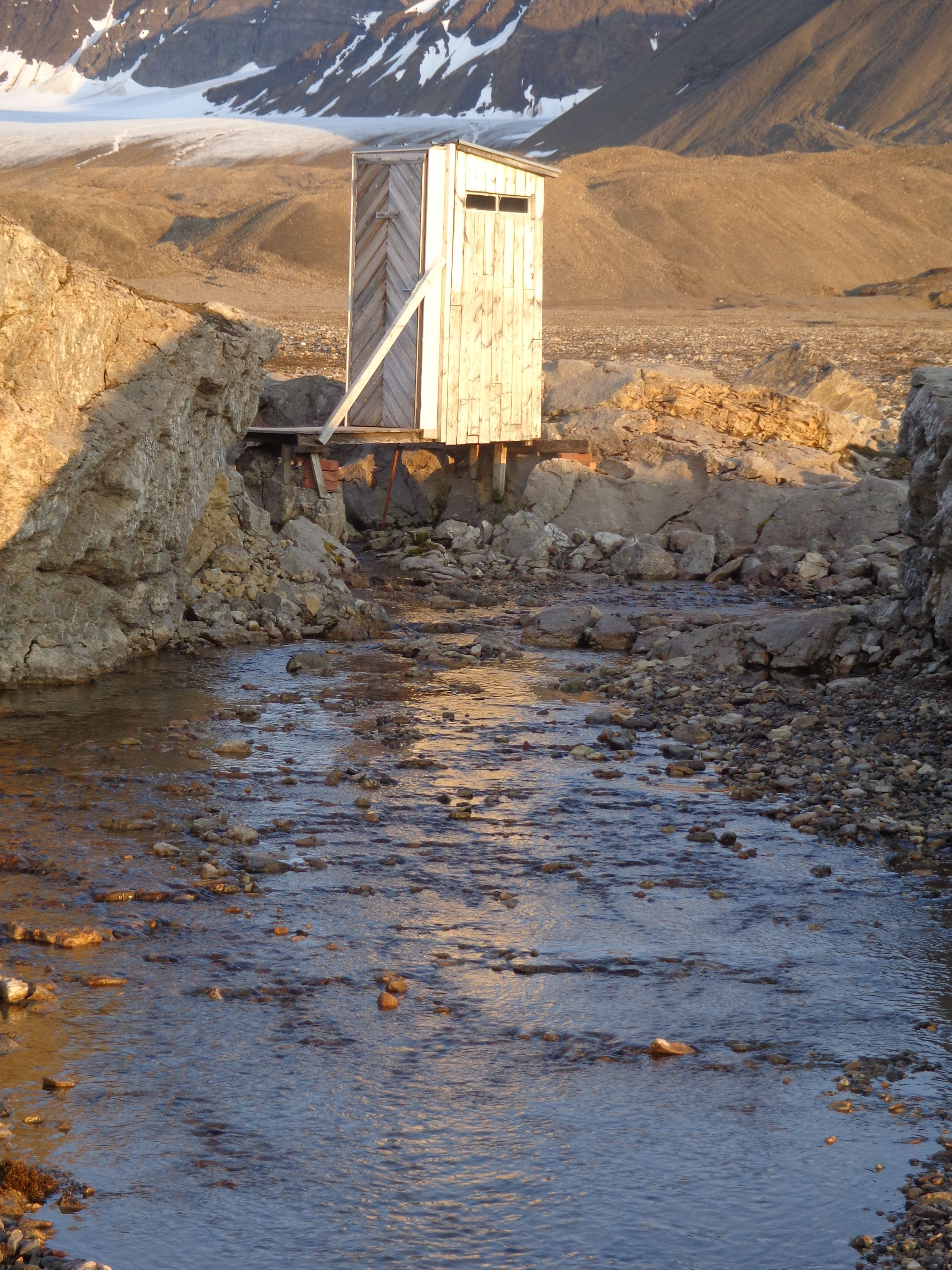
Forskningsstationens wc